# Episodi di Samantha chi? (seconda stagione)
La seconda stagione della serie televisiva Samantha chi?, composta da 20 episodi è stata trasmessa negli Stati Uniti su ABC dal 13 ottobre 2008 al 23 luglio 2009.
In Italia i primi quattordici episodi della stagione sono andati in onda ogni mercoledì alle 21.00 con un doppio episodio settimanale su Fox Life. Dopo una sospensione di ben sei mesi, la serie è tornata in onda, con i sei episodi mancanti, ogni venerdì alle 22.45 con un doppio episodio settimanale, concludendo la trasmissione il 1º gennaio 2010. In chiaro la serie è andata in onda su Italia 1 nel giugno 2010.

## Episodi
| nº | Titolo originale           | Titolo italiano                       | Prima TV USA     | Prima TV Italia  |
| -- | -------------------------- | ------------------------------------- | ---------------- | ---------------- |
| 1  | So I Think I Can Dance     | Credo di saper ballare                | 13 ottobre 2008  | 5 maggio 2009    |
| 2  | Out Of Africa              | La mia Africa                         | 20 ottobre 2008  | 5 maggio 2009    |
| 3  | The Pill                   | Pillole di passato                    | 27 ottobre 2008  | 12 maggio 2009   |
| 4  | The Building               | L'immobile                            | 3 novembre 2008  | 12 maggio 2009   |
| 5  | Help!                      | Aiuto!                                | 10 novembre 2008 | 19 maggio 2009   |
| 6  | The Ex-Girlfriend          | L'ex                                  | 17 novembre 2008 | 19 maggio 2009   |
| 7  | Chicken Farm               | L'allevamento                         | 24 novembre 2008 | 26 maggio 2009   |
| 8  | The Park                   | Il parco                              | 1º dicembre 2008 | 26 maggio 2009   |
| 9  | Family Vacation            | In vacanza con la famiglia            | 1º dicembre 2008 | 2 giugno 2009    |
| 10 | My Best Friend's Boyfriend | Il fidanzato della mia migliore amica | 26 marzo 2009    | 2 giugno 2009    |
| 11 | The Dog                    | Il cane                               | 2 aprile 2009    | 9 giugno 2009    |
| 12 | The Amazing Racist         | Razzista involontaria                 | 9 aprile 2009    | 9 giugno 2009    |
| 13 | The Debt                   | Il debito di gioco                    | 16 aprile 2009   | 16 giugno 2009   |
| 14 | The Rock Star              | La rock star                          | 25 giugno 2009   | 16 giugno 2009   |
| 15 | Todd's Job                 | Il lavoro di Todd                     | 2 luglio 2009    | 18 dicembre 2009 |
| 16 | The Sister                 | La sorella                            | 2 luglio 2009    | 18 dicembre 2009 |
| 17 | The Dream Job              | Un lavoro da sogno                    | 9 luglio 2009    | 25 dicembre 2009 |
| 18 | The First Date             | Il primo appuntamento                 | 9 luglio 2009    | 25 dicembre 2009 |
| 19 | The Other Woman            | L'altra donna                         | 23 luglio 2009   | 1º gennaio 2010  |
| 20 | With This Ring             | L'anello                              | 23 luglio 2009   | 1º gennaio 2010  |